# 池憶
池憶（2004年1月6日—），中國大陸男歌手、舞者及演員，本名陳玺羽，出生於中國蚌埠市。所屬經紀公司為原際畫文化，為男子音樂組合易安音樂社成員。

## 經歷

### 童年經歷
小學就讀蚌埠新城實驗學校，於2016年7月中旬參與2016年安徽省青少年足球男子锦标赛，並獲得男子乙組比賽第二名的成績，同年12月30日安徽省體育局授予其成為國家一級運動員足球項目的資格，證書編號2016120010236，隨後在母親的鼓勵下參與原際畫傳媒舉辦的一期生招募試鏡。

### 易安音樂社時期
2017年
加入上海原際畫文化有限公司並且成為首發一期生成員，3月30日以「池憶」作為藝名與其他5名成員組成跨次元男子偶像組合「易安音樂社」正式出道，並且在8月19日參與生平第一場演唱會「第一屆易安中學夏日校園文化祭演唱會」，9月29日作為主演參加音樂劇「易安音樂社告急的24小時」，同年12月18日隨易安音樂社獲得“1218直播節花椒之夜”年度新晉組合獎，12月28日參加奉賢中學傳統文化節閉幕式暨迎新晚會。
2018年
2月13日作為配音員為動畫「易安音樂社動畫小劇場」中同名角色「池憶」進行配音並播出，5月4日參加中國央視“五月的鮮花”全國大中學生文藝會演，演唱歌曲《不說再見》，8月4日參加第二屆易安中學“夏日校園文化祭”演唱會。9月28日以易安音樂社為原型的漫畫《易安音樂社之不二日常》獲得第15屆中國動漫金龍獎最具網絡人氣獎金獎。
2019年
1月1日，參加央視元旦晚會《放歌新時代—2019新年特別節目》，5月4日，參加“五月的鮮花”全國大中學生文藝會演，演唱歌曲《點讚新時代》。，8月24日，參與第三屆易安中學“夏日校園文化季”演唱會，10月18日參演的理性飲酒微電影「我知道I Know」播出，11月23日參加易安中學「年末大賞演唱會」。
2020年
1月23日參加央視新春節目「2020东西南北贺新春」演唱歌曲《从小卖蒸馍》，7月28日參加網劇「少年如歌」的拍攝並於8月24日殺青，10月17日參加「易安中學少年拾光秋日季」演唱會，11月20日以個人參與主演理性飲酒微電影「味道」播出。
2021年
1月7日主演網劇「少年如歌」於愛奇藝播出，10月6、7日參與第四屆易安中學夏日校園文化季演唱會，11月26日，參與的綜藝《我的小尾巴2》播出。
2022年
1月2日於北京加零劇場舉辦《羽憶》18歲生日成年禮見面會，1月6日發布個人第一首單曲「開往你我星球0106號列車」。

#### 2023年
4月2日，参加2023星动音乐节合肥站。

## 音樂作品

### 單曲
| 時間         | 歌名                   | 作詞、作曲 | 備註               |
| 2022年1月6日 | 開往你我星球0106號列車 | 池憶、龍勝 | 《羽憶》成年禮單曲 |

### 合作單曲
| 時間           | 歌名           | 合作藝人               | 備註              |
| 2021年10月30日 | 我是你的小尾巴 | 鄧澤鳴、聶則寧、王睿涵 | 我的小尾巴2主題曲 |

## 演藝作品

### 音樂劇
| 年份   | 日期             | 播出平台 | 節目名稱                   | 角色名稱 | 備註                          |
| 2017年 | 9月29日-11月12日 | Bilibili | 《易安音樂社告急的24小時》 | 池憶     | 共8場，最終場採現場及直播方式 |

### 配音
| 年份   | 日期            | 播出平台 | 節目名稱              | 角色名稱 | 備註                                                          |
| 2018年 | 2月12日-2月15日 | Bilibili | 易安音樂社-動畫小劇場 | 池憶     | 共4集，原規劃為動畫《易安音樂社》番外小短篇，正篇因故無播出。 |
| 2019年 | 1月25日-2月14日 | 觸漫APP  | 易安音樂社-悸動假日篇 | 池憶     | 有聲漫畫，共28集及1篇彩蛋                                     |

### 廣播劇
| 年份   | 日期            | 播出平台   | 節目名稱         | 角色名稱 | 集數 |
| 2017年 | 6月3日-10月22日 | 喜馬拉雅FM | 雨霧中學         | 池憶     | 12集 |
| 2018年 | 4月6日-7月2日   | kilakila   | 消失的黃金列車   | 池憶     | 13集 |
| 2019年 | 7月13日-9月28日 | 荔枝APP    | 蝴蝶們的科學幻想 | 池憶     | 12集 |

### 網絡劇
| 年份   | 日期           | 播出平台 | 節目名稱 | 角色名稱 | 備註           |
| 2021年 | 1月7日-2月12日 | 愛奇藝   | 少年如歌 | 池憶     | 第一部正式戲劇 |

### 微電影
| 年份   | 日期      | 電影名稱      | 角色名稱 | 備註                   |
| 2019年 | 10月18日  | 我知道I KNOW! | 周羽     | 2019理性飲酒宣導微電影 |
| 2020年 | 11月20日  | 味道          | 亮亮     | 2020理性飲酒宣導微電影 |
| 2021年 | 10月6-7日 | 少年如畫      | 陸風     | 2021易安中學微電影     |

### 綜藝
| 年份   | 日期     | 播出平台 | 節目名稱        | 集數 | 備註                |
| 2021年 | 11月26日 | 愛奇藝   | 我的小尾巴2     | 全集 | 主要人員            |
| 2021年 | 12月3日  | 愛奇藝   | 哥哥的修練手冊2 | 全集 | 我的小尾巴2衍生綜藝 |

## 外部連結
- 池憶的新浪微博